# 石輪聖人
石輪 聖人（いしわ まさと、1996年5月25日 - ）は、鳥取県米子市出身のサッカー選手。ポジションはミッドフィールダー。

## 来歴
中学校時代からガイナーレ鳥取の下部組織でプレー。2014年5月、トップチームに2種登録選手として登録され、6月1日の第14節福島ユナイテッドFC戦で途中出場し、クラブ史上最年少でJリーグデビューを果たした。9月30日、U-18で同期の畑中槙人と共に2015年シーズンからのトップチーム昇格内定が発表された。2015年シーズン終了後、本人の希望により鳥取との契約を解除し退団。
2017年より、大阪府社会人サッカーリーグのルート11に加入。

## 所属クラブ
- 就将SC
- ガイナーレ鳥取U-15
- ガイナーレ鳥取U-18（米子松蔭高等学校）
  - 2014年5月 - 12月 ガイナーレ鳥取（2種登録）
- 2015年 ガイナーレ鳥取
- 2017年 -  ルート11

## 個人成績
| 国内大会個人成績 | 国内大会個人成績 | 国内大会個人成績 | 国内大会個人成績 | 国内大会個人成績 | 国内大会個人成績 | 国内大会個人成績 | 国内大会個人成績 | 国内大会個人成績 | 国内大会個人成績 | 国内大会個人成績 | 国内大会個人成績 |
| 年度             | クラブ           | 背番号           | リーグ           | リーグ戦         | リーグ戦         | リーグ杯         | リーグ杯         | オープン杯       | オープン杯       | 期間通算         | 期間通算         |
| 年度             | クラブ           | 背番号           | リーグ           | 出場             | 得点             | 出場             | 得点             | 出場             | 得点             | 出場             | 得点             |
| 日本             | 日本             | 日本             | 日本             | リーグ戦         | リーグ戦         | リーグ杯         | リーグ杯         | 天皇杯           | 天皇杯           | 期間通算         | 期間通算         |
| ---------------- | ---------------- | ---------------- | ---------------- | ---------------- | ---------------- | ---------------- | ---------------- | ---------------- | ---------------- | ---------------- | ---------------- |
| 2014             | 鳥取             | 28               | J3               | 6                | 0                | -                | -                | 1                | 0                | 7                | 0                |
| 2015             | 鳥取             | 26               | J3               | 4                | 0                | -                | -                | 0                | 0                | 4                | 0                |
| 2017             | ルート11         |                  | 大阪2部          |                  |                  | -                | -                |                  |                  |                  |                  |
| 通算             | 日本             | 日本             | J3               | 10               | 0                | -                | -                | 1                | 0                | 11               | 0                |
| 通算             | 日本             | 日本             | 大阪2部          |                  |                  | -                | -                |                  |                  |                  |                  |
| 総通算           | 総通算           | 総通算           | 総通算           | 10               | 0                | 0                | 0                | 1                | 0                | 11               | 0                |

- 2014年は2種登録選手

その他の公式戦
- 2014年
  - 鳥取県サッカー選手権 1試合0得点

- Jリーグ初出場 - 2014年6月1日 J3第14節 対福島ユナイテッドFC（とうほう・みんなのスタジアム）